# اریترس
اریترس (به لاتین: Erythres) یک شهرک در یونان است که در Mandra-Eidyllia Municipality واقع شده‌است.